# Haunted Lives: True Ghost Stories
Haunted Lives: True Ghost Stories è una serie televisiva statunitense creata da Bruce Nash e Allan Zullo diretta da Tobe Hooper, Charles Braverman e Michael Levine.

## Episodi
Composta da un’unica stagione di tre episodi la miniserie è stata trasmessa nel corso di tre anni. Il primo episodio è stato diretto da Tobe Hooper, il secondo da Charles Braverman ed il terzo e ultimo da Michael Levine.
| nº. | Titolo originale                                  | Titolo italiano | Prima TV USA      | Prima TV Italia |
| --- | ------------------------------------------------- | --------------- | ----------------- | --------------- |
| 1   | “Ghosts R Us/Legend of Kate Morgan/School Spirit” |                 | 15 maggio 1991    |                 |
| 2   | “Unfinished Business/Motel Hell/Terror For Rent"  |                 | 23 settembre 1992 |                 |
| 3   | "The Brotherhood/Ghost Watch/The Headless Ghost"  |                 | 28 novembre 1995  |                 |